# Bruchophagus pidytes
Bruchophagus pidytes är en stekelart som först beskrevs av Walker 1839.  Bruchophagus pidytes ingår i släktet Bruchophagus och familjen kragglanssteklar. Inga underarter finns listade.